# Road (singel TVXQ)
Road – czterdziesty piąty singel południowokoreańskiego zespołu TVXQ, wydany w Japonii 25 lipca 2018 roku przez Avex Trax. Został wydany w trzech edycjach: regularnej CD, limitowanej CD+Photobook oraz „Bigeast”. Osiągnął 2 pozycję w rankingu Oricon i pozostał na liście przez 9 tygodni, sprzedał się w nakładzie 92 924 egzemplarzy w Japonii. Singel zdobył status złotej płyty.

## Lista utworów
| CD | CD                                    | CD                  | CD                                                        | CD                                          | CD      |
| Nr | Tytuł utworu                          | Tekst               | Kompozycja                                                | Aranżacja                                   | Długość |
| -- | ------------------------------------- | ------------------- | --------------------------------------------------------- | ------------------------------------------- | ------- |
| 1. | „Road”                                | Shinjirō Inoue, KOH | KOH                                                       | Shinjirō Inoue                              | 4:47    |
| 2. | „Drop” (Yunho Solo)                   | H.U.B               | Yoo Young-jin                                             | Yoo Young-jin                               | 4:16    |
| 3. | „In A Different Life” (Changmin Solo) | Shim Chang-min      | Marty Dodson, Alexander Holmgren, Andreas Stone Johansson | Alexander Holmgren, Andreas Stone Johansson | 3:25    |
| 4. | „Road” (Less Vocal)                   |                     | KOH                                                       | Shinjirō Inoue                              | 4:47    |
| 5. | „Drop” (Less Vocal)                   |                     | Yoo Young-jin                                             | Yoo Young-jin                               | 4:16    |
| 6. | „In A Different Life” (Less Vocal)    |                     | Marty Dodson, Alexander Holmgren, Andreas Stone Johansson | Alexander Holmgren, Andreas Stone Johansson | 3:25    |

## Notowania
| Lista                             | Pozycja |
| --------------------------------- | ------- |
| Oricon Weekly Singles Chart       | 2       |
| Oricon Yearly Singles Chart       | 73      |
| Billboard Japan Hot 100           | 2       |
| Billboard Japan Top Singles Sales | 2       |